# 2022年アブダビグランプリ
2022年アブダビグランプリ（英:  2022 Abu Dhabi Grand Prix）は、2022年のF1世界選手権の第22戦(最終戦)として、2022年11月20日にヤス・マリーナ・サーキットにて開催。
正式名称は「Formula 1 Etihad Airways Abu Dhabi Grand Prix 2022」。

## 背景
タイヤ
本レースでピレリが持ち込むドライ用タイヤのコンパウンドはハード（白）：C3、ミディアム（黄）：C4、ソフト（赤）：C5のソフト寄りの組み合わせ。提供されるセット数はハード2、ミディアム3、ソフト8。
| ドライ用   | ドライ用       | ドライ用   | ウェット用           | ウェット用   |
| C3         | C4             | C5         | インターミディエイト | フルウェット |
| ---------- | -------------- | ---------- | -------------------- | ------------ |
| （ハード） | （ミディアム） | （ソフト） | （小雨用）           | （大雨用）   |
DRS：2箇所※（　）内は検知ポイント
- DRS1：ターン5より210m先から（ターン5の手前250m）
- DRS2：ターン7より165m先から（ターン7から50m先）

## エントリーリスト
前戦から変更なし。

## フリー走行
FP1
2022年11月18日 14:00 GST(UTC+4)
トップはルイス・ハミルトン。2番手にジョージ・ラッセルが続きメルセデス勢が1-2とした。日中に行われるFP1は、予選や決勝とはコンディションが大きく異なることから重要度が低いと考えられ、シーズン中に二回消化することが義務付けられているルーキー走行義務をこのFP1で消化したチームが多かった。レギュラードライバー以外での走行はレッドブルがリアム・ローソン、マクラーレンがパトリシオ・オワード、フェラーリがロバート・シュワルツマン、アストンマーチンがフェリペ・ドルゴヴィッチ、ハースがピエトロ・フィッティパルディ、アルファロメオがロバート・クビサ、ウィリアムズがローガン・サージェント、アルピーヌがジャック・ドゥーハンの8名で、この中での最上位は、マックス・フェルスタッペンに代わって走行したローソンの5位だった。
FP2
2022年11月18日 17:00 GST(UTC+4)
トップはフェルスタッペン、2番手にラッセル、3番手にシャルル・ルクレールが続いた。
FP3
2022年11月19日 14:30 GST(UTC+4)
トップはセルジオ・ペレス。2番手にフェルスタッペンが続き、レッドブル勢が1-2とした。走行中だったピエール・ガスリーの右フロントのホイールカバーが外れ、デブリ回収のために赤旗中断となった。その際、ハミルトンはランド・ノリスとケビン・マグヌッセンの2台を追い抜いたとして審議対象となり調査されたが、赤旗が掲示された時点で減速されていたと確認されペナルティは無かった。

## 予選
2022年11月19日 18:00 GST(UTC+4)（文章の出典）
ポールはマックス・フェルスタッペンがシーズン7回目、通算20回目の獲得。2番手にセルジオ・ペレス、3番手にシャルル・ルクレールが続いた。
Q1の最終セクションはアウトラップ中のマシンで渋滞する場面が見られ、ハースの2台、アルファタウリ、アルファロメオ、ウィリアムズの1台ずつが脱落した。Q2ではセバスチャン・ベッテルが3度レッドブルのトラフィックに遭遇したことに対し、無線で不満を述べた。Q3での1度目のタイム計測で暫定トップに立ったフェルスタッペンは2度目のタイム計測でもさらにタイムを縮め、唯一1分23秒台を記録しポールを獲得した。2番手にはペレスが続いたことから、レッドブルは2018年メキシコGP以来4年ぶりに最前列独占を果たした。

### 予選結果
| 順位                | No. | ドライバー                 | コンストラクター                        | Q1       | Q2       | Q3       | Grid |
| ------------------- | --- | -------------------------- | --------------------------------------- | -------- | -------- | -------- | ---- |
| 1                   | 1   | マックス・フェルスタッペン | レッドブル-RBPT                         | 1:24.754 | 1:24.622 | 1:23.824 | 1    |
| 2                   | 11  | セルジオ・ペレス           | レッドブル-RBPT                         | 1:24.820 | 1:24.419 | 1:24.052 | 2    |
| 3                   | 16  | シャルル・ルクレール       | フェラーリ                              | 1:25.211 | 1:24.517 | 1:24.092 | 3    |
| 4                   | 55  | カルロス・サインツ         | フェラーリ                              | 1:25.090 | 1:24.521 | 1:24.242 | 4    |
| 5                   | 44  | ルイス・ハミルトン         | メルセデス                              | 1:25.594 | 1:24.774 | 1:24.508 | 5    |
| 6                   | 63  | ジョージ・ラッセル         | メルセデス                              | 1:25.545 | 1:24.940 | 1:24.511 | 6    |
| 7                   | 4   | ランド・ノリス             | マクラーレン-メルセデス                 | 1:25.387 | 1:24.903 | 1:24.769 | 7    |
| 8                   | 31  | エステバン・オコン         | アルピーヌ-ルノー                       | 1:25.735 | 1:25.007 | 1:24.830 | 8    |
| 9                   | 5   | セバスチャン・ベッテル     | アストンマーティン・アラムコ-メルセデス | 1:25.523 | 1:24.974 | 1:24.961 | 9    |
| 10                  | 3   | ダニエル・リカルド         | マクラーレン-メルセデス                 | 1:25.766 | 1:25.068 | 1:25.045 | 131  |
| 11                  | 14  | フェルナンド・アロンソ     | アルピーヌ-ルノー                       | 1:25.782 | 1:25.096 |          | 10   |
| 12                  | 22  | 角田裕毅                   | アルファタウリ-RBPT                     | 1:25.630 | 1:25.219 |          | 11   |
| 13                  | 47  | ミック・シューマッハ       | ハース-フェラーリ                       | 1:25.711 | 1:25.225 |          | 12   |
| 14                  | 18  | ランス・ストロール         | アストンマーティン・アラムコ-メルセデス | 1:25.741 | 1:25.359 |          | 14   |
| 15                  | 24  | 周冠宇                     | アルファロメオ-フェラーリ               | 1:25.594 | 1:25.408 |          | 15   |
| 16                  | 20  | ケビン・マグヌッセン       | ハース-フェラーリ                       | 1:25.834 |          |          | 16   |
| 17                  | 10  | ピエール・ガスリー         | アルファタウリ-RBPT                     | 1:25.859 |          |          | 17   |
| 18                  | 77  | バルテリ・ボッタス         | アルファロメオ-フェラーリ               | 1:25.892 |          |          | 18   |
| 19                  | 23  | アレクサンダー・アルボン   | ウィリアムズ-メルセデス                 | 1:26.028 |          |          | 19   |
| 20                  | 6   | ニコラス・ラティフィ       | ウィリアムズ-メルセデス                 | 1:26.054 |          |          | 20   |
| 107% time: 1:30.687 |     |                            |                                         |          |          |          |      |
| ソース:             |     |                            |                                         |          |          |          |      |

- ^1 - リカルドは前戦で他車と接触したことにより3グリッド降格ペナルティ[13]。

## 決勝
2022年11月20日 17:00 GST(UTC+4)（文章の出典）
優勝はマックス・フェルスタッペンでシーズン15勝目、通算35勝目。2位はシャルル・ルクレール、3位はセルジオ・ペレス。
スタート前のセレモニーで引退レースとなるセバスチャン・ベッテルを全ドライバーが称える場面が見られた。
スタートタイヤには一部を除きミディアムを選択。ルイス・ハミルトンはカルロス・サインツとの順位争いでコース外へ飛び出し、アドバンテージを得たと記録されたため順位を戻した。その後、サインツを追い抜いたが再び抜き返され、その後チームメイトのジョージ・ラッセルにも抜かれた。終盤にはハイドロリック系のトラブルによりリタイアとなり、2007年のデビュー以来初めて未勝利でシーズンを終えた。
ドライバーズランキング2位を争うペレスとルクレールは、先に15周目にペレスがハードへ交換。一方のルクレールは上位勢で最も長く走り21周目に交換した。33周目、フェラーリはルクレールにペレスに対しアンダーカットを仕掛けると無線で仄めかしたため、ペレスはピットインしタイヤを交換した。フェルスタッペンはタイヤ交換による2周を除き全ラップをリードし、2位以下に8.771秒差をつけ優勝。2位争いは、徐々に差を縮められる展開となったルクレールが1.322秒差で逃げ切った。これにより、ルクレールがドライバーズランキング2位を獲得した。
チェッカーフラッグ後、1位から3位のドライバーと引退レースを10位でゴールしたベッテルの4名がホームストレート上でドーナツターンを披露した。

### レース結果
| 順位    | No. | ドライバー                 | コンストラクター                        | 周回数 | タイム/リタイア原因 | Grid | Pts. |
| ------- | --- | -------------------------- | --------------------------------------- | ------ | ------------------- | ---- | ---- |
| 1       | 1   | マックス・フェルスタッペン | レッドブル-RBPT                         | 58     | 1:27:45.914         | 1    | 25   |
| 2       | 16  | シャルル・ルクレール       | フェラーリ                              | 58     | +8.771              | 3    | 18   |
| 3       | 11  | セルジオ・ペレス           | レッドブル-RBPT                         | 58     | +10.093             | 2    | 15   |
| 4       | 55  | カルロス・サインツ         | フェラーリ                              | 58     | +24.892             | 4    | 12   |
| 5       | 63  | ジョージ・ラッセル         | メルセデス                              | 58     | +35.888             | 6    | 10   |
| 6       | 4   | ランド・ノリス             | マクラーレン-メルセデス                 | 58     | +56.234             | 7    | 9FL  |
| 7       | 31  | エステバン・オコン         | アルピーヌ-ルノー                       | 58     | +57.240             | 8    | 6    |
| 8       | 18  | ランス・ストロール         | アストンマーティン・アラムコ-メルセデス | 58     | +76.931             | 14   | 4    |
| 9       | 3   | ダニエル・リカルド         | マクラーレン-メルセデス                 | 58     | +83.268             | 13   | 2    |
| 10      | 5   | セバスチャン・ベッテル     | アストンマーティン・アラムコ-メルセデス | 58     | +83.898             | 9    | 1    |
| 11      | 22  | 角田裕毅                   | アルファタウリ-RBPT                     | 58     | +89.371             | 11   |      |
| 12      | 24  | 周冠宇                     | アルファロメオ-フェラーリ               | 57     | +1 Lap              | 15   |      |
| 13      | 23  | アレクサンダー・アルボン   | ウィリアムズ-メルセデス                 | 57     | +1 Lap              | 19   |      |
| 14      | 10  | ピエール・ガスリー         | アルファタウリ-RBPT                     | 57     | +1 Lap              | 17   |      |
| 15      | 77  | バルテリ・ボッタス         | アルファロメオ-フェラーリ               | 57     | +1 Lap              | 18   |      |
| 16      | 47  | ミック・シューマッハ       | ハース-フェラーリ                       | 57     | +1 Lap              | 12   |      |
| 17      | 20  | ケビン・マグヌッセン       | ハース-フェラーリ                       | 57     | +1 Lap              | 16   |      |
| 181     | 44  | ルイス・ハミルトン         | メルセデス                              | 55     | DNF                 | 5    |      |
| 191     | 6   | ニコラス・ラティフィ       | ウィリアムズ-メルセデス                 | 55     | DNF                 | 20   |      |
| Ret     | 14  | フェルナンド・アロンソ     | アルピーヌ-ルノー                       | 27     | DNF                 | 10   |      |
| ソース: |     |                            |                                         |        |                     |      |      |

- ^FL - ファステストラップの1点を含む
- ^1 - DNFだがレース距離の90%以上を走行したため規定により完走扱い
- ^2 - シューマッハはラティフィと接触したため、5秒のタイムペナルティ[15]。

## 第22戦終了時点のランキング

### ワールド・チャンピオンシップ
|         | 順位 | ドライバー                 | ポイント | 1位との差 |
| ------- | ---- | -------------------------- | -------- | --------- |
|         | 1    | マックス・フェルスタッペン | 454      |           |
|         | 2    | シャルル・ルクレール       | 308      | -146      |
|         | 3    | セルジオ・ペレス           | 305      | -149      |
|         | 4    | ジョージ・ラッセル         | 275      | -179      |
| 1       | 5    | カルロス・サインツ         | 246      | -208      |
| ソース: |      |                            |          |           |

|         | 順位 | コンストラクター        | ポイント | 1位との差 |
| ------- | ---- | ----------------------- | -------- | --------- |
|         | 1    | レッドブル-RBPT         | 759      |           |
|         | 2    | フェラーリ              | 554      | -205      |
|         | 3    | メルセデス              | 515      | -244      |
|         | 4    | アルピーヌ-ルノー       | 167      | -586      |
|         | 5    | マクラーレン-メルセデス | 159      | -608      |
| ソース: |      |                         |          |           |

- 注：いずれもトップ5まで掲載。

### DHLファステストラップアワード
|         | 順位 | ドライバー                 | 獲得数 |
| ------- | ---- | -------------------------- | ------ |
|         | 1    | マックス・フェルスタッペン | 5      |
|         | 2    | ジョージ・ラッセル         | 4      |
|         | 3    | シャルル・ルクレール       | 3      |
|         | 4    | セルジオ・ペレス           | 3      |
|         | 5    | ルイス・ハミルトン         | 2      |
| ソース: |      |                            |        |

- 注：いずれもトップ5まで掲載。
- 注：ファストテストラップアワードは同数の場合、カウントバック方式がとられている。